# سميرة عبد الله
سميرة عبد الله (1 ديسمبر -)، مذيعة كويتية ومقدمة اخبار وبرامج سياسية.

## عن حياتها
ولدت سميرة حسن عبد الله المشهود في الكويت، وهي حاصلة على بكالوريوس إدارة أعمال - الجامعة العربية المفتوحة، تلقت تدريبها في قناة الجزيرة وتلفزيون الوطن قبل انتقالها لتلفزيون الراي عام 2007.

## أعمالها
قدمت النشرات الإخبارية في قناة الراي كما قدمت برنامج لقاء الراي بنفس القناة وهو برنامج سياسي إسبوعي حواري يستضيف كبار المسؤولين والوزراء وأعضاء مجلس الأمة والمختصين بالشؤون السياسية، وهي تعتبر أول مذيعة خليجية كويتية تقدم برنامجا سياسيا في الكويت والخليج بعد أن تعارف على تقديم البرامج السياسية الرجال الإعلاميون سواء خليجيون أو عرب والإعلاميات العربيات فقط ولم تكن من بينهم أي خليجية.

## برامجها
قدمت وأعدت برنامج ريتويت على تلفزيون الراي سنة 2012 وهي صاحبة الفكرة حيث أنه أول برنامج يعتمد على التفاعل مع مواقع التواصل الاجتماعي من خلال تويتر وهو عبارة عن برنامج سياسي ساخر، كما قدمت برامج انتخابات مجلس الأمة الكويتي على مدى سنوات حيث تختص هذه البرامج بموسم الانتخابات وبالحوار مع المرشحين.